# Denver Open Invitational
- Para o torneio feminino de golfe do LPGA Tour, veja Mile High Open.

O Denver Open Invitational foi um torneio de golfe no PGA Tour disputado de forma intermitente na região de Denver, Colorado entre 1947 e 1963. Na edição de 1963, Chi Chi Rodriguez vence seu primeiro torneio no PGA Tour.

## Campeões
| Ano                      | Campeão                  | Local                     |
| Denver Open Invitational | Denver Open Invitational | Denver Open Invitational  |
| ------------------------ | ------------------------ | ------------------------- |
| 1963                     | Chi Chi Rodriguez        | Denver Country Club       |
| 1962                     | Bob Goalby               | Denver Country Club       |
| 1961                     | Dave Hill                | Meadow Hills Country Club |
| Denver Open              |                          |                           |
| 1959–60                  | Não houve torneio        | Não houve torneio         |
| 1958                     | Tommy Jacobs             | Wellshire Golf Club       |
| 1949–57                  | Não houve torneio        | Não houve torneio         |
| 1948                     | Ben Hogan                | Wellshire Golf Club       |
| 1947                     | Lew Worsham              | Cherry Hills Country Club |